# マジカル★ジェネレーション
「マジカル★ジェネレーション」は、榊原ゆいの5作目のシングルである。2006年10月25日に発売された。発売元はFive Records、販売元はメディアファクトリー。
表題曲「マジカル★ジェネレーション」は、テレビアニメ『はぴねす!』のエンディングテーマになっており、カップリングにはPS2ゲーム『はぴねす! でらっくす』のオープニングテーマ「はぴねす方程式」が収録されている。
ジャケットには、神坂春姫が苺のぬいぐるみを抱いているイラストが描かれている、榊原ゆいが苺のぬいぐるみを抱いている写真2種。

## 収録曲
全作詞・作曲：志倉千代丸
1. マジカル★ジェネレーション [4:42]
  - 編曲：上野浩司
2. はぴねす方程式 [4:06]
  - 編曲：TARAWO
3. マジカル★ジェネレーション（off vocal）
4. はぴねす方程式（off vocal）